# Weißbach
Weißbach é um município da Alemanha, no distrito de Hohenlohekreis, na região administrativa de Estugarda , estado de Baden-Württemberg.